# Will Keith Kellogg
Will Keith Kellogg, oftast känd under förkortningen W.K. Kellogg, född 7 april 1860 i Battle Creek, Michigan, död 6 oktober 1951 i Battle Creek, Michigan, var en amerikansk entreprenör, industrialist och filantrop, känd som grundare av livsmedelstillverkaren Kellogg's.
W.K. Kellogg var sjundedagsadventist och arbetade under sin tidiga karriär vid sin bror John Harvey Kelloggs sanatorium i Battle Creek, som etablerats efter sjundedagsadventisternas principer. Bröderna uppfann processen för tillverkning av rostade majsflingor vid sanatoriet och lanserade flingorna som hälsokost. Sedermera kom bröderna att 1897 starta ett företag som sålde flingorna. W.K. Kellogg kom 1906 att starta ett eget företag, Battle Creek Toasted Corn Flake Company, det som senare blev Kellogg's.
Kellogg's frukostflingor blev en stor succé och var banbrytande inom livsmedelsindustrin, dels genom att vara ett av de första företagen som publicerade näringsdeklarationer på paketen och dels genom att vara först med att förpacka leksaker som gåvor i produkten. Kellogg blev med tiden förmögen och 1930 grundade han den ideella stiftelsen W. K. Kellogg Foundation genom att donera sammanlagt 66 miljoner dollar, omkring en miljard dollar i 2016 års penningvärde. Vid sidan av sina industriverksamheter var han även aktiv som uppfödare av arabiska fullblodshästar med en ranch i Pomona, Kalifornien.
Kellogg College vid Oxfords universitet uppkallades efter Kellogg 1994 då hans stiftelse var en av universitetets viktigaste bidragsgivare.